# Episodi di Guardia costiera (terza stagione)
La terza stagione della serie televisiva Guardia costiera è stata trasmessa in anteprima in Germania dalla ZDF tra il 5 gennaio 2000 e il 22 marzo 2000.
| nº | Titolo originale       | Titolo italiano | Prima TV Germania | Prima TV Italia |
| -- | ---------------------- | --------------- | ----------------- | --------------- |
| 1  | Feuer an Bord          |                 | 5 gennaio 2000    |                 |
| 2  | Im Rausch der Freiheit |                 | 12 gennaio 2000   |                 |
| 3  | Gefährliche Fracht     |                 | 19 gennaio 2000   |                 |
| 4  | Tödliche Hochzeit      |                 | 26 gennaio 2000   |                 |
| 5  | Piraten auf der Ostsee |                 | 2 febbraio 2000   |                 |
| 6  | Stunden des Schicksals |                 | 9 febbraio 2000   |                 |
| 7  | Das letzte Ufer        |                 | 16 febbraio 2000  |                 |
| 8  | Hundstage              |                 | 23 febbraio 2000  |                 |
| 9  | Auf eigene Faust       |                 | 1º marzo 2000     |                 |
| 10 | In fremden Gewässern   |                 | 8 marzo 2000      |                 |
| 11 | Ufos über Vineta       |                 | 15 marzo 2000     |                 |
| 12 | Mörderische Jagd       |                 | 22 marzo 2000     |                 |